# Jam with the Band
Jam with the Band, connu au Japon sous le nom Daigasso! Band Brothers DX (大合奏!バンドブラザーズDX, Daigassō! Bando Burazāzu DX, lit. Grand Ensemble! Band Brothers DX), est un jeu de rythme créé et diffusé par Nintendo pour sa console Nintendo DS. Il s'agit de la suite du jeu Daigasso! Band Brothers, lancé avec la DS en 2004. Jam with the Band est sorti au Japon en juin 2008 et en Europe en mai 2010. Il utilise la plus grande capacité de stockage de la Nintendo DS, avec huit mégaoctets.
Son lancement a été accompagné par la création d'un canal pour la console Wii, qui permet aux joueurs d'entendre le son du jeu grâce à leur télévision. 
Comme son prédécesseur, le jeu a pour personnage Barbara the Bat.
Jam with the Band a été un succès commercial, avec plus de 120 000 exemplaires vendus au Japon en quatre jours. Un total de d'environ 424 477 exemplaires sur l'ensemble de l'année en a fait le vingt-quatrième jeu le plus vendu dans le pays en 2008. 